# 江溥
江溥（15世紀—16世紀），字紀源，南直隸寧國府旌德縣金鰲里人，明朝政治人物。

## 生平
江溥是成化二十二年（1486年）丙午科應天鄉試舉人，弘治十二年（1499年）本已中己未科進士，但因副考官程敏政被攻訐，朝廷下旨前一百名中式者均置副榜，因此授洧川教諭，他卻因敬重副考官，鄙視以利益入仕，因此拒絕授職回鄉，築建松筠居研究性學，教育子孫均成名士，去世後知縣顧珀、朱實昌仰慕其為人，曾與縣內士紳申請祔祠，但二人都因丁憂離任未果。

## 引用
1. 1 2  民國《旌德縣志·卷十八·人物》：江溥 字紀源，金鰲里人，成化丙午舉人，宏治己未禮闈已定十八名進士，時主司被訐，有旨前百名皆置乙科，授開封府洧川縣教諭，溥竊以主司雅擅時望，而被錄者猶以利進世道，淪胥惡用仕為，遂浩然歸，隱築松筠居，研精性學，老而彌篤，訓子若孫都成名士，既沒，邑令顧珀、朱實昌慕其為人，與邑紳士采摭行實申請祔祠，會相繼以憂去未果行，見舊志。